# Xorides fulgidipennis
Xorides fulgidipennis är en stekelart som först beskrevs av Smith 1858.  Xorides fulgidipennis ingår i släktet Xorides och familjen brokparasitsteklar. Inga underarter finns listade i Catalogue of Life.